# Cuba (villa)
Cuba es una villa ubicada en el condado de Allegany en el estado estadounidense de Nueva York. En el año 2000 tenía una población de 1,633 habitantes y una densidad poblacional de 528 personas por km².

## Geografía
Cuba se encuentra ubicada en las coordenadas 42°13′4″N 78°16′31″O / 42.21778, -78.27528.

## Demografía
Según la Oficina del Censo en 2000 los ingresos medios por hogar en la localidad eran de $30,682, y los ingresos medios por familia eran $34,879. Los hombres tenían unos ingresos medios de $30,682 frente a los $22,083 para las mujeres. La renta per cápita para la localidad era de $14,594. Alrededor del 12.9% de la población estaban por debajo del umbral de pobreza.